# 51st (métro de Chicago)
51st  est une station aérienne du métro de Chicago de la ligne verte. Elle est située au 319 E 51st Street, à trois rues à l'est de State Street dans le Washington Square Park sur Grand Boulevard dans le sud de la ville.

## Description
51st fait partie de la South Side Main Line et a été construite en 1892, lorsque la South Side Rapid Transit a étendu son service vers le sud afin de desservir l'exposition universelle de Chicago en 1893. 
La station originale conçue par Myron H. Church était un bâtiment en brique avec quelques éléments de style Queen Anne. Les plates-formes de la station ont été construites comme tous les autres des stations aériennes de la South Side Rapid Transit, deux quais latéraux couverts d’auvents en étain.
Lorsque le système A/B skip-stop a été introduit par la Chicago Transit Authority en 1949, 51st est devenue, vu sa forte fréquentation, une station AB afin de permettre le transfert entre les Englewood Branch vers Cottage Grove et Jackson Park Branch vers Ashland/63rd. Cette situation fut maintenue jusqu’en 1982 quand Garfield est également devenue une station AB permettant le transfert également. 

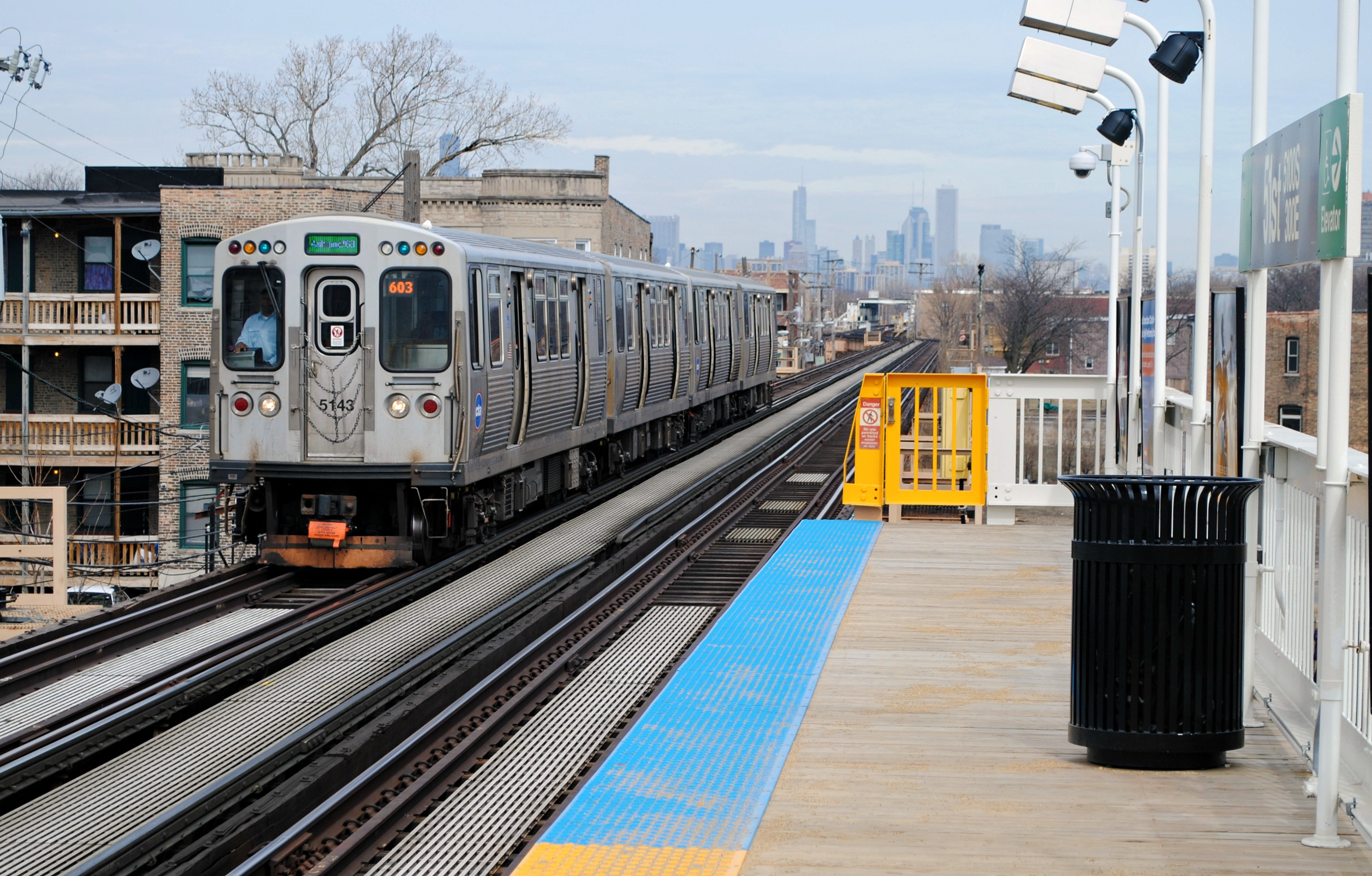
Une rame arrivant en station.

La station qui avait jusque-là très peu changé fut fermée en 1990 afin de supprimer les verrières d'origine laissées à l’abandon de tout entretien.
Lors de la fermeture de la ligne verte entre 1994 et 1996, La station fut remplacée par un nouveau bâtiment plus fonctionnel avec une façade blanche et des tuiles vertes. Les plates-formes ont également été reconstruites en acier en remplacement des anciennes en bois. La station, entièrement accessible aux personnes à mobilité réduite ne fut terminée qu’en 1997.

## Les correspondances avec lebus
Avec les bus de la Chicago Transit Authority :
- #1 Indiana/Hyde Park
- #15 Jeffery Local

## Dessertes
| Nord/Ouest            |  |             |  | Sud/Est                                    |
| --------------------- |  | ----------- |  | ------------------------------------------ |
| 47th vers Harlem/Lake |  | ligne verte |  | Garfield vers Ashland/63rd / Cottage Grove |
| modifier sur Wikidata |  |             |  |                                            |